# Kleinrussland

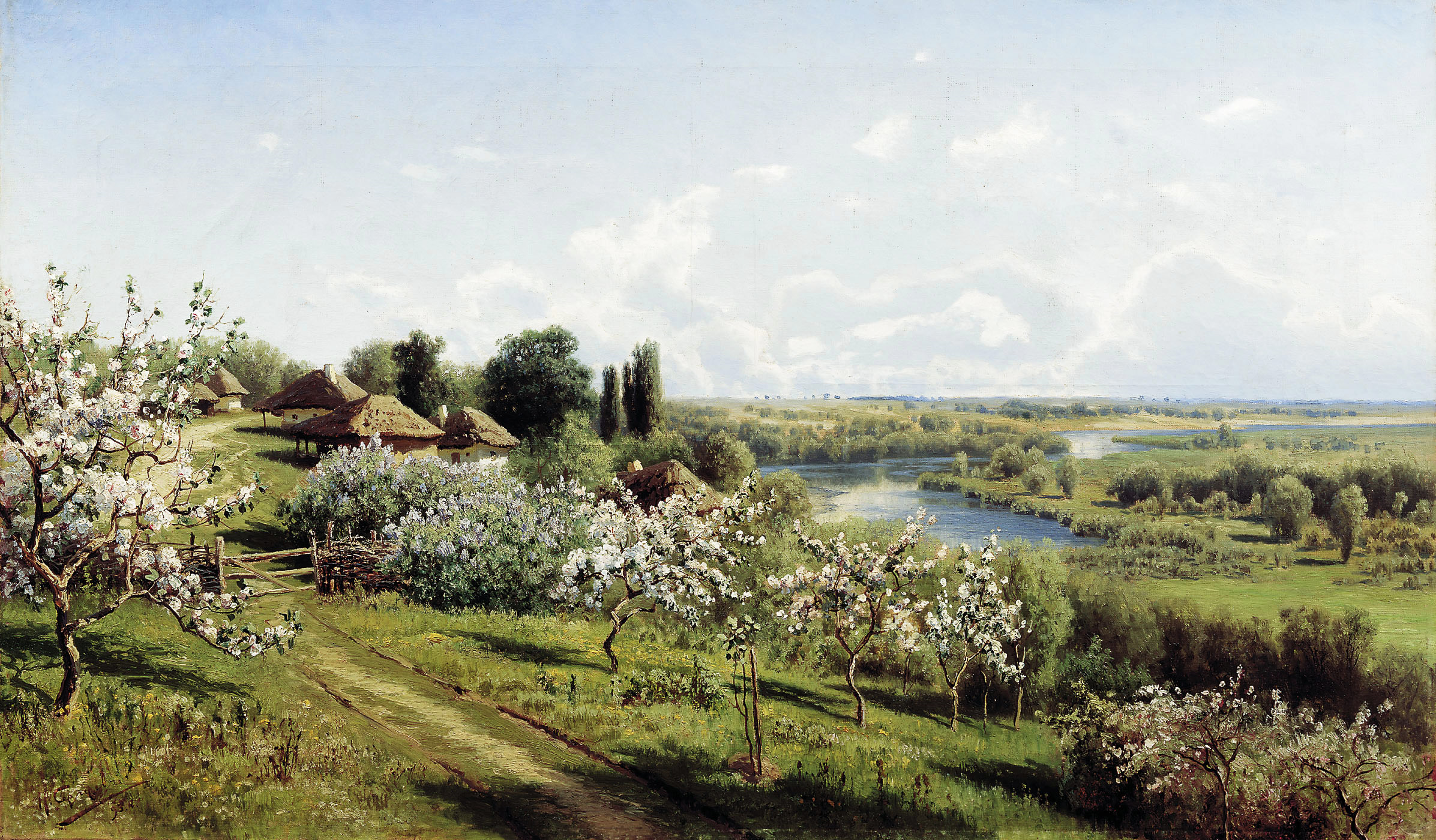
Apfelblüte in Kleinrussland. Gemälde von Nikolai Sergejew, 1895

Kleinrussland oder Kleine Rus ( Μικρὰ Ῥωσία; russisch Малороссия, Малая Русь; ukrainisch Малоросія, Мала Русь) ist ein historischer Name für Teile der südwestlichen Rus, hauptsächlich auf dem Gebiet der heutigen Ukraine. Seine Verwendung variierte im Laufe der Jahrhunderte.

## Herkunft und folgende Verwendung
Der Begriff geht auf die mittelalterliche byzantinische Terminologie aus dem 14. Jahrhundert zurück, die zwischen kleiner Rus (Μικρὰ Ῥωσία) im Westen und großer Rus (Μεγάλη Ῥωσία) im Osten unterschied. Kleine Rus bezeichnete die orthodoxen Eparchien auf dem Gebiet der Fürstentümer Galizien-Wolhynien und Turow-Pinsk. Alle anderen Eparchien, inklusive Kiew, Tschernigow, Smolensk, Nowgorod und Wladimir-Susdal zählten zur großen Rus. Mit dem Ende des Byzantinischen Reiches geriet diese Begrifflichkeit in Vergessenheit.
Der Begriff Kleinrussland fand eine erneute Verbreitung nach der Kirchenunion von Brest 1596, als der Teil des orthodoxen ostslawischen Klerus Polen-Litauens, der gegen die verordnete Unterordnung unter den Papst kämpfte und dem Patriarchat Konstantinopel treu blieb, in zahlreichen literarischen Werken die gemeinsamen Wurzeln mit dem orthodoxen Russischen Zarenreich betonte. Der Begriff Kleinrussland etablierte sich für alle ostslawischen (ruthenischen) Gebiete in Polen-Litauen, während der Begriff Großrussland das Zarenreich bezeichnete. Während des antipolnischen Aufstandes unter der Führung von Bohdan Chmelnyzkyj, der die Vereinigung mit Russland anstrebte, wurde Kleinrussland ab 1648 zur offiziellen Bezeichnung des von ihm gegründeten Kosaken-Hetmanats, seine Einwohner wurden Kleinrussen (малороссы) genannt. Nach dem Russisch-Polnischen Krieg 1654–1667 behielten nur noch Gebiete der Linksufrigen Ukraine den Namen Kleinrussland, die als Teil des Russischen Zarenreichs in Form des Hetmanats weiterbestanden. In der Rechtsufrigen Ukraine, die wieder in den Machtbereich Polen-Litauens kam und wo das Hetmanat abgeschafft wurde, wurde der Begriff Kleinrussland unüblich. Für ostslawische Gebiete im Großfürstentum Litauen etablierte sich der Begriff Weißrussland, auch sie wurden nicht mehr Kleinrussland genannt.
Kleinrussland (Малороссия/Malorossija) war ein offizieller Begriff im Russischen Kaiserreich, der vom Staat und der Kirche genutzt wurde. Es bestanden zwischenzeitlich das Gouvernement Kleinrussland und das kleinrussische Kollegium als Verwaltungsorgan. In der Linksufrigen Ukraine begann sich die spezifische kleinrussische Identität auszubilden, gemäß der sich die Bevölkerung des Hetmanats als einen von drei Zweigen des gesamtrussischen Volkes (des Volkes der Rus) verstand. Die offizielle Konzeption der drei Zweige des russischen Volkes (Großrussen, Kleinrussen und Belarussen) blieb im Russischen Reich bis zur Oktoberrevolution 1917 dominierend. Nach den Polnischen Teilungen wurde der Begriff Kleinrussland wieder auf die Rechtsufrige Ukraine, Wolhynien und Podolien ausgedehnt.
Der Begriff Kleinrussland hatte in seiner Entwicklungsgeschichte keine pejorative Färbung, wurde aber ab dem späten 19. Jahrhundert von den Aktivisten der ukrainischen Nationalbewegung als herabsetzend empfunden. Stattdessen begannen sie, sukzessive den Begriff Ukraine als Landesnamen zu popularisieren, der zuvor zwar verwendet worden war (in Chroniken ab dem 12. Jahrhundert mit der Bedeutung Grenzland oder Mark, seit dem 16. Jahrhundert immer häufiger für eine konkrete Region am mittleren Dnepr), aber noch keinen ethnischen Bezug hatte. Die endgültige Verdrängung des Begriffs Kleinrussland durch die Bezeichnung Ukraine geht auf die Bolschewiki zurück, die den vermeintlich chauvinistischen Begriff im Zuge ihrer Nationalitätenpolitik aus dem Verkehr verbannten.
Der Begriff ist heute noch durch die 2. Sinfonie von Peter Tschaikowski geläufig, die den Beinamen „Kleinrussische Sinfonie“ trägt.

## Landkarten

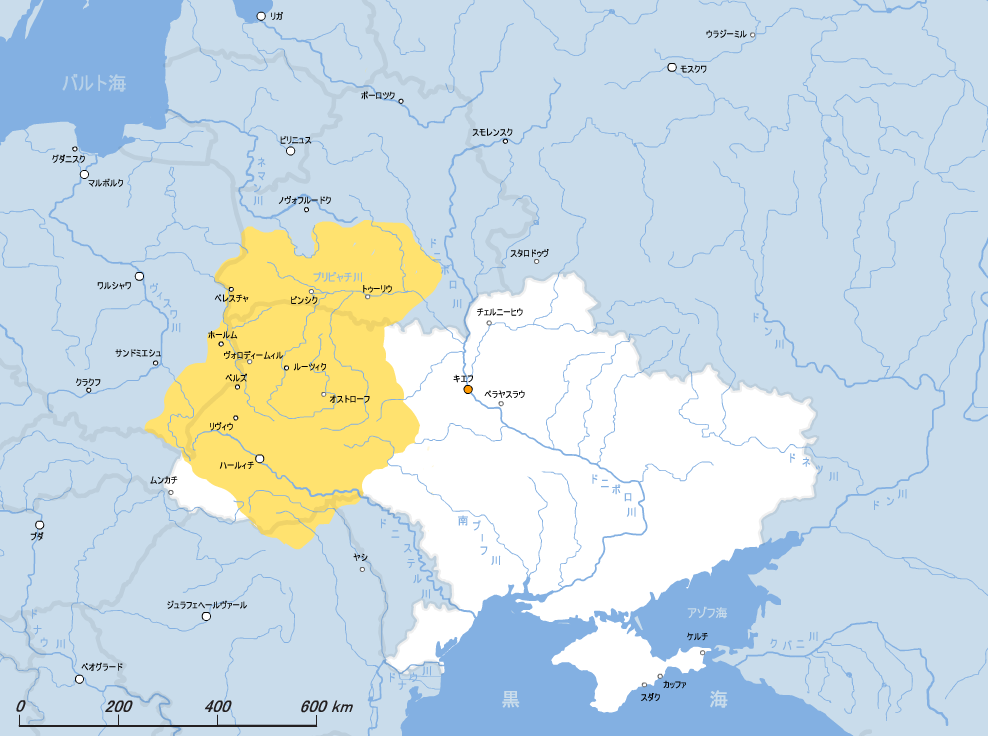
Kleine Rus in der byzantinischen Kirchenterminologie (1357)
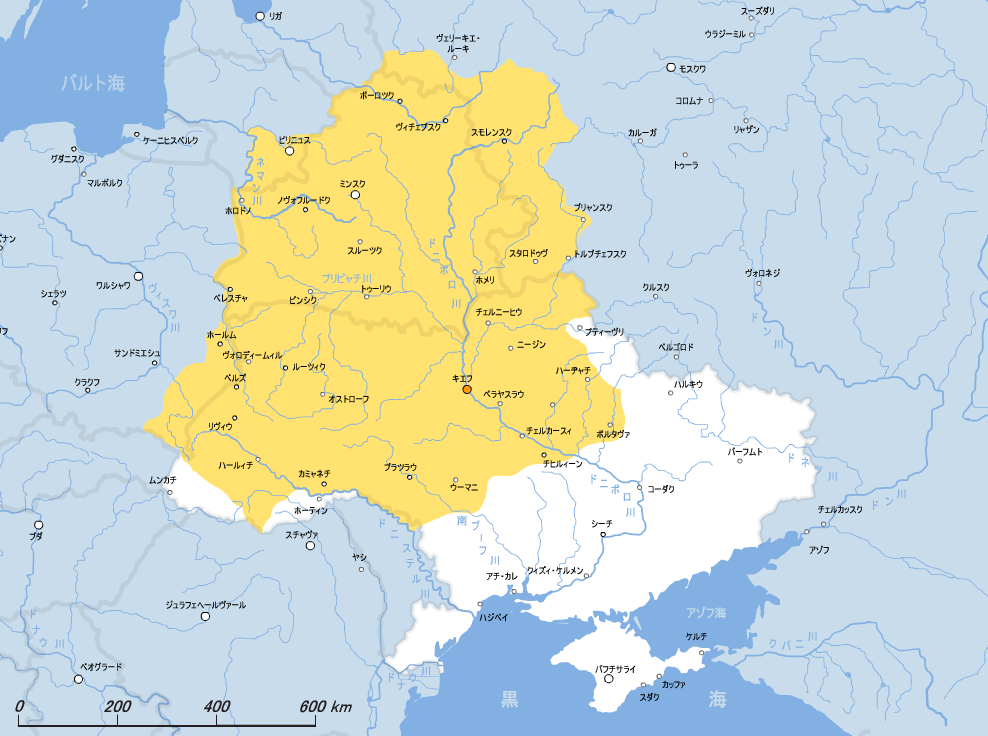
Kleinrussland nach der Union von Brest (ca. 1600)
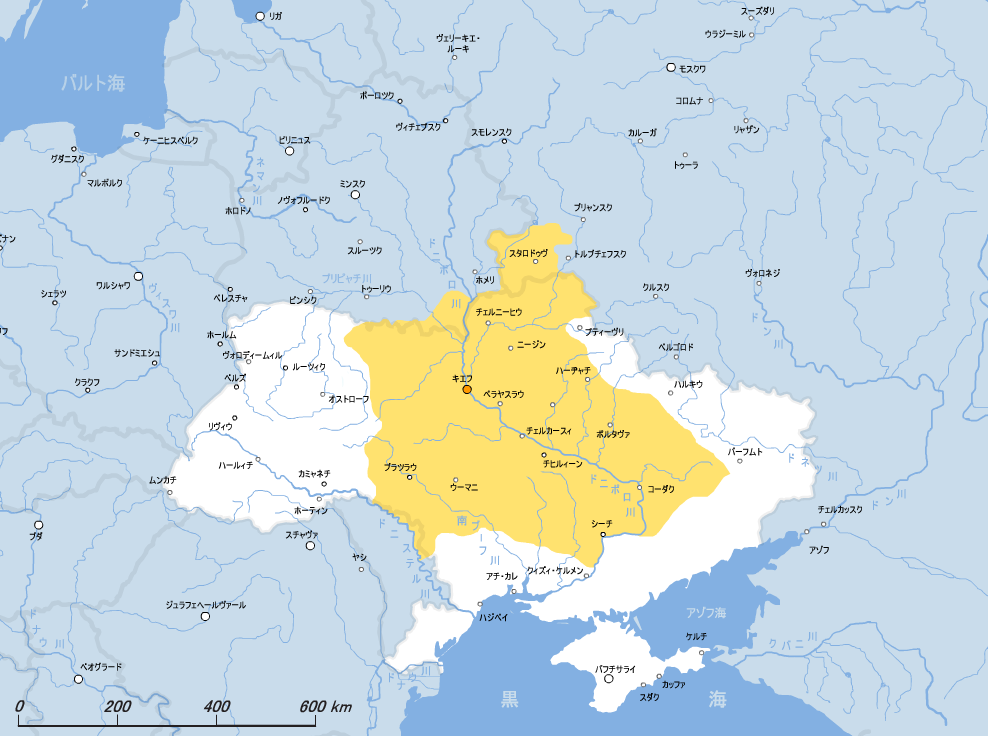
Kleinrussland (Kosakenhetmanat) bei der Vereinigung mit Russland unter Chmelnyzkyj 1654
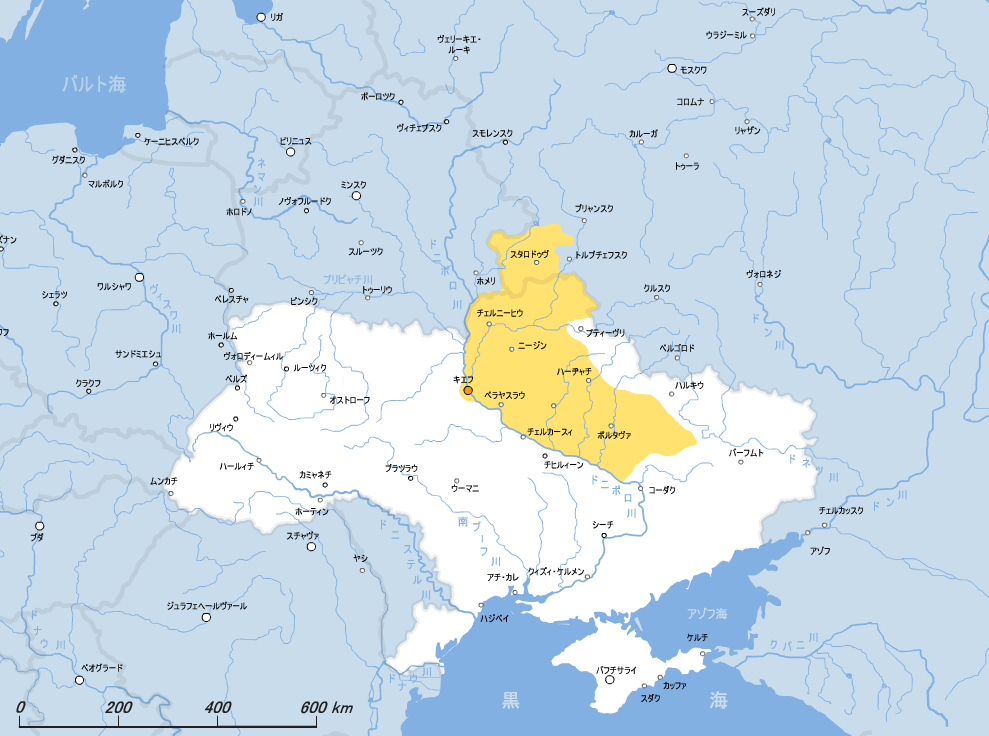
Kleinrussland (Linksufrige Ukraine) im Russischen Zarenreich ab 1667
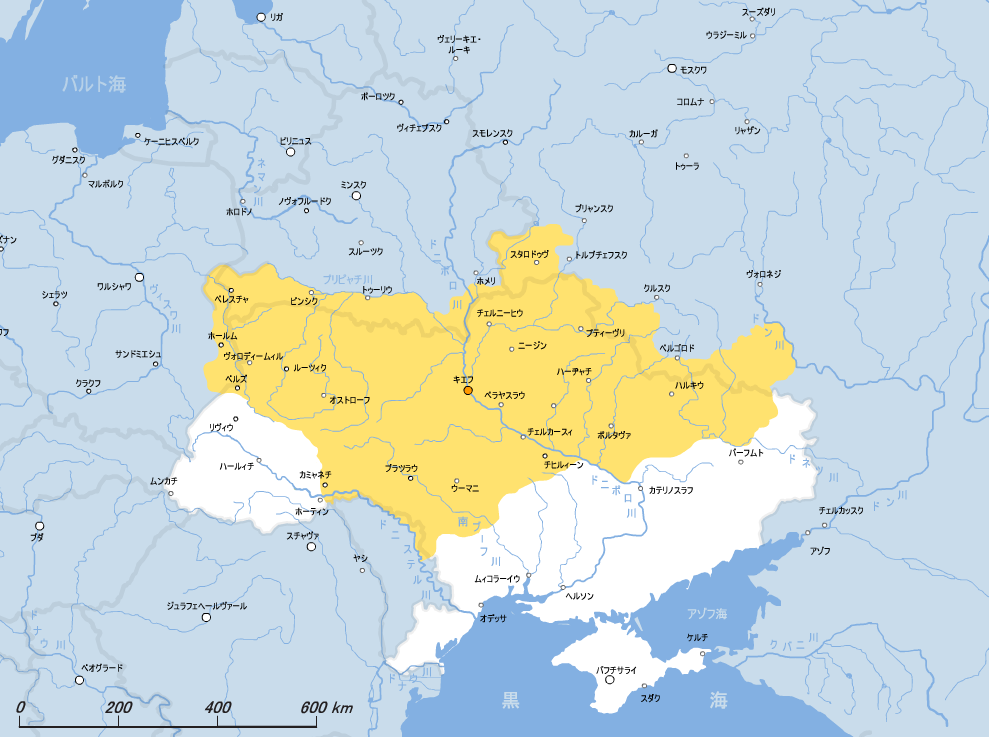
Kleinrussland im Russischen Kaiserreich nach den Polnischen Teilungen ab 1794

## Russisch-Ukrainischer Krieg
Die im seit 2014 andauernden Russisch-Ukrainischen Krieg agierenden Separatisten proklamierten am 18. Juli 2017 unter dem Namen Kleinrussland ein Konstrukt, dessen Gebiet sich aus den Territorien der Volksrepublik Donezk und Volksrepublik Lugansk zusammensetzen sollte. Ein früherer Name war auch „Neurussland“. Das Territorium hat keine Schnittmenge mit den historisch als „Kleinrussland“ bezeichneten Gebieten.